# Lost Boy
"Lost Boy" é uma canção da artista musical canadense Ruth B, sendo o primeiro de sua carreira e de seu EP The Intro (2015) e de seu primeiro álbum de estúdio Safe Haven (2017). A faixa foi lançada em 21 de agosto de 2015. Ela revelou a música pela primeira vez ao cantar um verso da canção no Vine em janeiro de 2015.

## Recepção da crítica
Mike Wass do Idolator chamou de uma "bonita balada" e passou a dizer que "[Lost Boy] é nostálgica, mais do que um pouco agridoce e apropriadamente apresenta vocais suaves de Ruth."

## Desempenho nas paradas musicais

### Tabelas semanais
| Tabela musical (2015–16)                | Melhor posição |
| --------------------------------------- | -------------- |
| Bélgica (Ultratop Urban de Flandres)    | 28             |
| Dinamarca (Hitlisten)                   | 14             |
| Países Baixos (Single Top 100)          | 41             |
| Suécia (Sverigetopplistan)              | 19             |
| Estados Unidos (Billboard Hot 100)      | 41             |
| Estados Unidos (Billboard Adult Top 40) | 21             |

## Certificações
| Estados Unidos (RIAA)                                                                | Ouro | 500,000* |
| *número de vendas baseado na certificação ^shipments com base apenas na certificação |      |          |